# Jürgen Barth (automobilista)

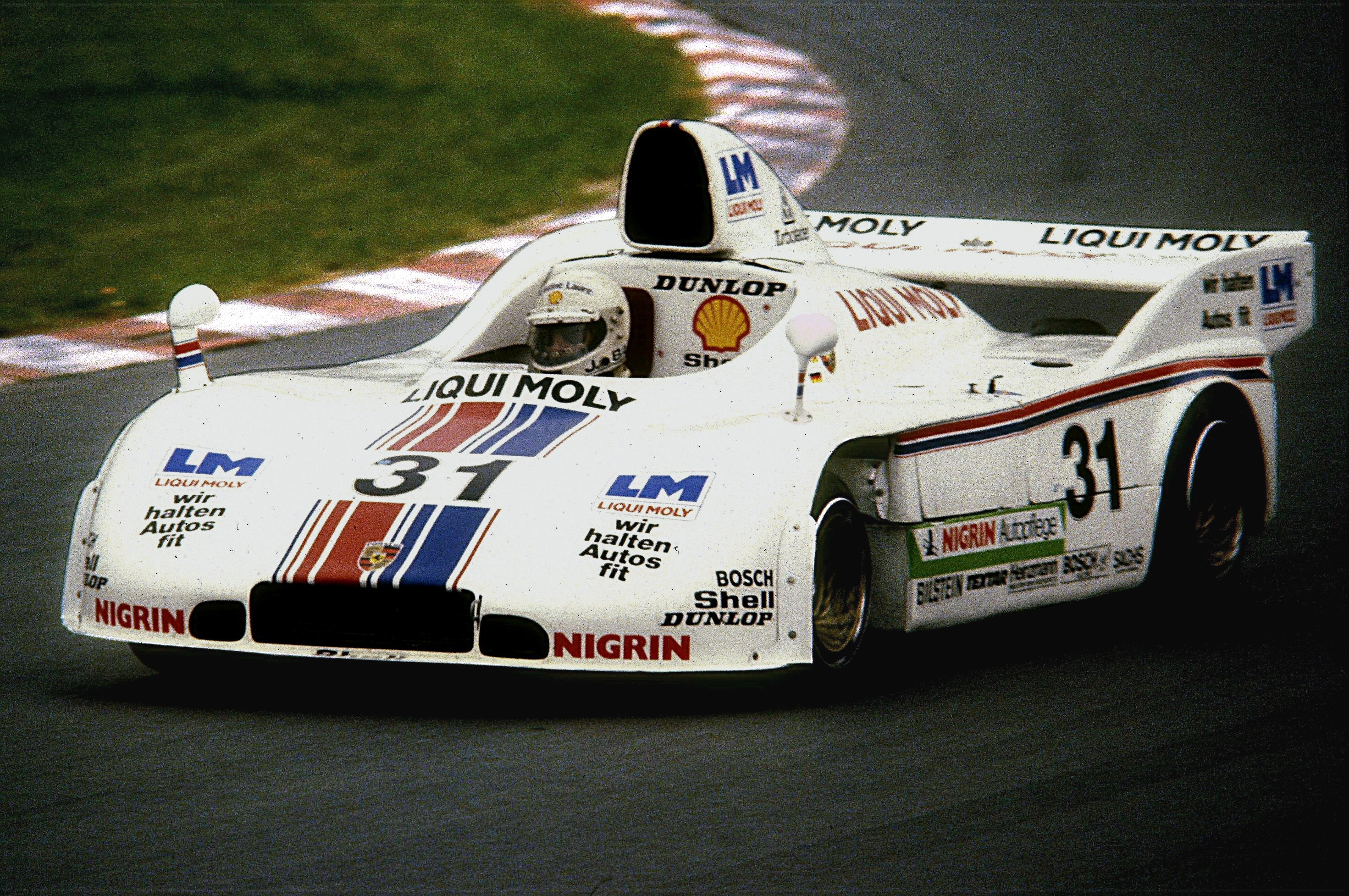
Jürgen Barth em 1980, dirigindo um Porsche 908 em Nürburgring

Jürgen Barth (Thum, Saxônia, 10 de dezembro de 1947) é um engenheiro alemão e ex-piloto de corrida. É filho do piloto de Fórmula 1 e piloto de carros esportivos Edgar Barth.
Barth começou como engenheiro, mas tornou-se um dos pilotos mais bem sucedidos em corridas de carros esportivos. Ganhou as 24 Horas de Le Mans em 1977 num Porsche 936 , com Jacky Ickx e Hurley Haywood, e em 1980 ganhou os 1 000 km de Nürburgring com Rolf Stommelen.

## Resultados nas 24 Horas de Le Mans
| Ano  | Equipe                                        | Co-Drivers                    | Carro                   | Classe   | Voltas | Pos. | Class Pos. |
| ---- | --------------------------------------------- | ----------------------------- | ----------------------- | -------- | ------ | ---- | ---------- |
| 1971 | René Mazzia                                   | René Mazzia                   | Porsche 911EC           | GT +2.0  | 303    | 8    | 2º         |
| 1972 | Louis Meznarie                                | Sylvain Garant Michael Keyser | Porsche 911 S           | GT 3.0   | 285    | 13   | 1º         |
| 1973 | Gelo Racing Team                              | Georg Loos                    | Porsche 911 Carrera RSR | GT 3.0   | 311    | 10   | 2º         |
| 1974 | Polifac Gelo Racing Team                      | Franz Pesch                   | Porsche 911 Carrera RSR | GT       | 232    | DNF  | DNF        |
| 1975 | Ovoro Joest Racing                            | Mario Casoni Reinhold Jöst    | Porsche 908 LH          | S 3.0    | 325    | 4º   | 4º         |
| 1976 | Martini Racing Joest                          | Reinhold Jöst                 | Porsche 936 Spyder      | S 3.0    | 218    | DNF  | DNF        |
| 1977 | Martini Racing Porsche System                 | Jacky Ickx Hurley Haywood     | Porsche 936/77          | S +2.0   | 342    | 1º   | 1º         |
| 1978 | Martini Racing Porsche System                 | Bob Wollek Jacky Ickx         | Porsche 936/78          | S +2.0   | 364    | 2º   | 2º         |
| 1979 | Essex Motorsport Porsche                      | Jacky Ickx Brian Redman       | Porsche 936             | S +2.0   | 200    | DNF  | DNF        |
| 1980 | Porsche System                                | Manfred Schurti               | Porsche 924 Carrera GT  | GTP      | 316    | 6    | 3º         |
| 1981 | Porsche System                                | Walter Röhrl                  | Porsche 944 LM          | GTP +3.0 | 323    | 7    | 1º         |
| 1982 | Rothmans Porsche System                       | Al Holbert Hurley Haywood     | Porsche 956             | C        | 340    | 3º   | 3º         |
| 1993 | Monaco Media International Larbre Compétition | Joël Gouhier Dominique Dupuy  | Porsche 911 Carrera RSR | GT       | 304    | 15th | 1º         |